# Bangunrejo (Patebon)
Bangunrejo is een bestuurslaag in het regentschap Kendal van de provincie Midden-Java, Indonesië. Bangunrejo telt 1386 inwoners (volkstelling 2010).